# John Lewis Russell
John Lewis Russell (ur. 2 grudnia 1808 w Salem w stanie Massachusetts, zm. 7 czerwca 1873 w Salem) – amerykański botanik
Studiował w Salem, Newburyport i Emsberi, następnie na Harvard University. W 1831 został członkiem Towarzystwa Ogrodniczego w Massachusetts, od 1833 był tam profesorem botaniki i fizjologii roślin. W 1845 został prezesem Towarzystwa Historii Naturalnej hrabstwa Essex.
04 października 1853 ożenił się z Hannah Buckminster Ripley i powrócił z nią do rodzinnego Salem. Zmarł w dniu 7 czerwca 1873 roku w Salem, po długiej chorobie.
Jego imię nosi jeden z gatunków grzybów, Boletus russellii.